# Namori
Namori (なもり?; Takaoka, 25 giugno 1987) è una fumettista giapponese nota come autrice di manga yuri, in particolare di  YuruYuri da cui è stata tratta un'omonima serie anime.

## Opere

### Light novel
- PuiPui! (ぷいぷい！?) (2006–2009, 11 volumi) – disegni
- PuriPuri!! (ぷりぷり!!?) (2009–2010, 3 volumi) – disegni

### Manga
- PuiPui! (ぷいぷい！?) (2007–2009, 3 volumi) – disegni
- YuruYuri (ゆるゆり?) (2008–in corso, 22 volumi) – storia e disegni
- YuriYuri (ゆりゆり?) (2008–in corso, 2 volumi) – storia e disegni
- Reset! (りせっと！?, Risetto!) (2010–2011) – storia e disegni
- Ōmuro-ke (大室家?) (2012–in corso, 2 volumi) – storia e disegni
- Truth (2014, volume unico) – storia e disegni